# Isabel de Velasco

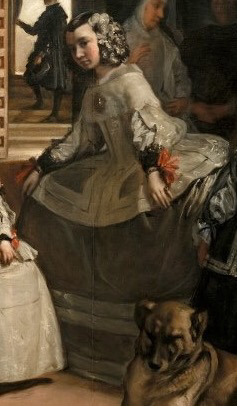
Detalhe de Isabel na obra As Meninas do pintor Diego Velázquez.

Isabel de Velasco (Colmenar de Oreja, 6 de setembro de 1638 – Madrid, 22 de outubro de 1659) foi uma das figuras retratadas pelo pintor Diego Velázquez na célebre pintura As Meninas, de 1656, onde é representada, aos dezoito anos, à esquerda da Infanta Margarida.
Filha de Bernardino López de Ayala y Velasco, 7.º Conde de Fuensalida e 1.º Conde de Colmenar de Oreja, e de sua primeira esposa Isabel de Velasco y Benavides, que foi dama de companhia da Rainha Isabel de 1621 a 1633. Em 30 de setembro de 1638, ela foi batizada na Igreja de Santa María la Mayor, na cidade de Colmenar de Oreja.
Aos onze anos, ela entrou para o serviço do Palácio Real como dama de honra da Rainha Maria Ana, a quem serviu de 26 de dezembro de 1649 até sua morte em 22 de outubro de 1659. Um dia antes de sua morte, ela concedeu procuração ao seu pai para elaborar um testamento em seu nome. Em 23 de outubro de 1659, ela foi sepultada no Convento de San Francisco, na cidade de Fuensalida, atualmente Colégio San José de Fuensalida, onde sua mãe também foi sepultada.
Lamentando sua morte, o Duque de Montalto, principal escudeiro da rainha, escreveu em uma carta ao Marquês de Castel Rodrigo: "Há alguns dias, faleceu a Senhorita Isabel de Velasco, filha do Conde de Fuensalida, uma das damas mais importantes do Palácio."